# Gangneung
Gangneung ist eine Stadt in der Provinz Gangwon. An der Ostküste Südkoreas am Japanischen Meer gelegen, bildet sie das wirtschaftliche Zentrum in der Region Yeongdong (kor. 영동, Hanja 嶺東).
Die Stadt war Austragungsort der Eissportwettbewerbe bei den Olympischen Winterspielen und den Winter-Paralympics 2018.

## Geschichte
313, im 14. Jahr der Herrschaft des Königs Micheon von Goguryeo wurde das heutige Gangneung Haseorang oder Haseula genannt. 397, im 42. Jahr der Herrschaft des Sillakönigs Naemul wurde Haseula dem Territorium von Silla zugeführt. 512 eroberte Ichan Isabu, der Herrscher von Haseula, Usan-guk, die heutige Insel Ulleung.
757, im 16. Jahr der Herrschaft des Sillakönigs Gyeongdeok, wurde Haseula in Myeongju umbenannt und bestand aus 9 gun und 25 hyeon. 1263, im 4. Jahr der Herrschaft des Goryeokönigs Wonjong wurde Myeongju in Gangneung-do umbenannt.
Die Gemeinde Gangneung-myeon wurde 1931 zur Kleinstadt Gangneung-eup erklärt. 1955 wurden die Kleinstadt Gangneung-eup sowie die Gemeinden Seongdeok-myeon und Gyeongpo-myeon zusammengelegt und zur Stadt Gangneung erhoben. 1995 wurde der Kreis Myeongju-gun eingemeindet. Dabei blieb der Name Gangneung-si bestehen.
Am 18. September 1996 kam es in der Nähe von Gangneung zu einem folgenreichen U-Boot-Zwischenfall.

## Verwaltungsgliederung
- Jumunjin-eup (주문진읍)

- Sungsan-myeon (성산면)
- Wangsan-myeon (왕산면)
- Gujung-myeon (구정면)
- Gangdong-myeon (강동면)
- Okgye-myeon (옥계면)
- Sachun-myeon (사천면)
- Yungok-myeon (연곡면)

- Hongje-dong (홍제동)
- Jungang-dong (중앙동)
- Okchun-dong (옥천동)
- Gyo 1-dong (교1동)
- Gyo 2-dong (교2동)
- Ponam 1-dong (포남1동)
- Ponam 2-dong (포남2동)
- Chodang-dong (초당동)
- Songjung-dong (송정동)
- Naegok-dong (내곡동)
- Gangnam-dong (강남동)
- Sungduk-dong (성덕동)
- Gyungpo-dong (경포동)

## Sehenswürdigkeiten

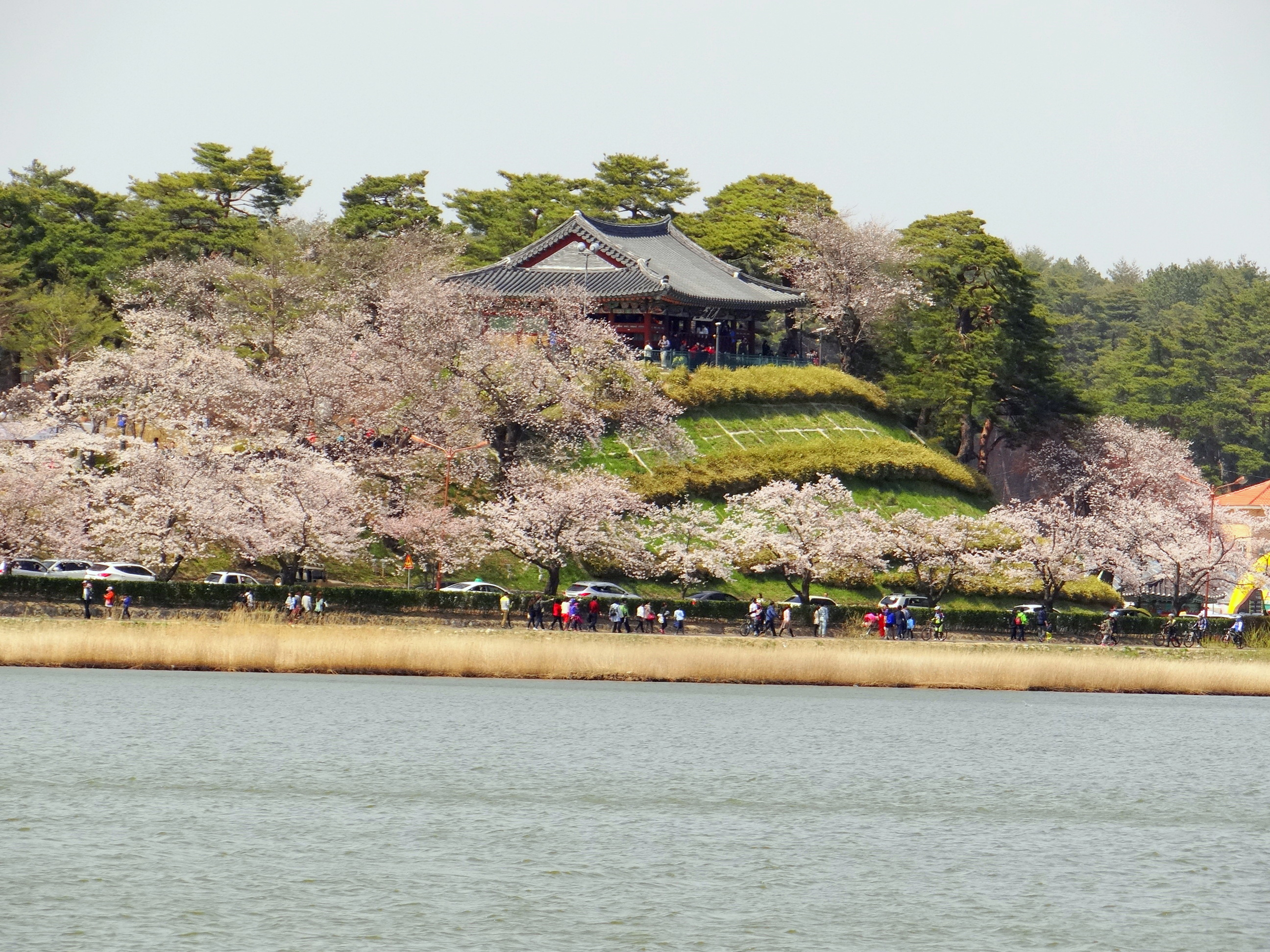
Kirschenblüte am Gyeongpo-See mit dem Gyeongpodae-Pavillon

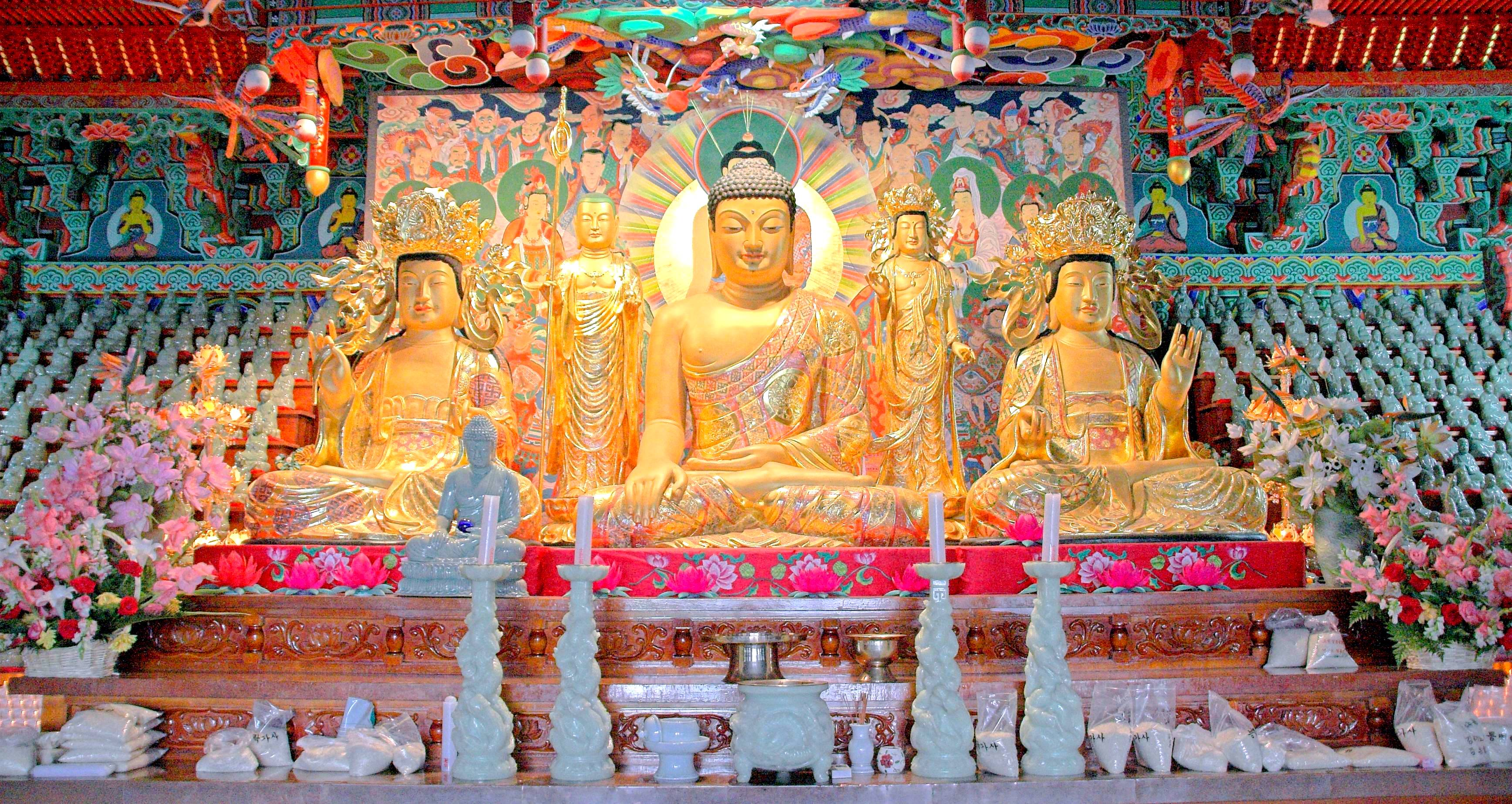
Buddhastatuen im Deungmyeongnakgasa

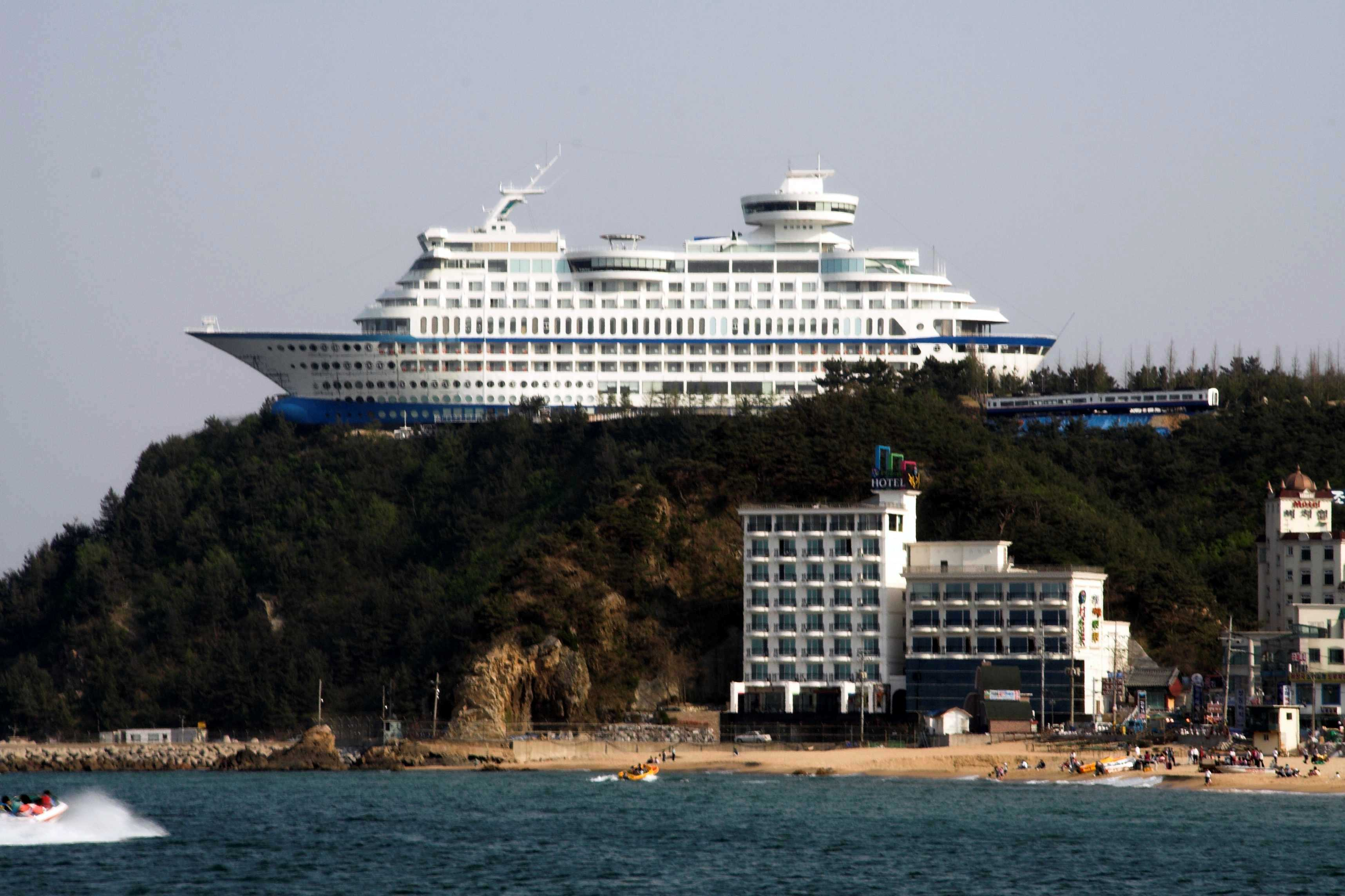
Jeongdongjin und das Sun Cruise Resort & Yacht

Im Osten der Innenstadt und in Küstennähe befindet sich der Gyeongpo-See. Gyeongpodae ist ein Pavillon über dem See. Einer Legende nach sieht man den Mond beim Gyeongpodae fünfmal: am Himmel sowie durch Reflexionen im See, im Meer, im Trinkglas und in den Augen des oder der Geliebten. Im Innern des Pavillons mit seinen 28 Säulen ist das Gyeongpodaebu, ein Gedicht des Gelehrten Yulgok. Es beschreibt die Bewegung des Himmels und des Mondes. Der Gyeongpo-Strand in der Nähe ist ein beliebter Sandstrand an der koreanischen Ostküste. 
Am Strand von Jeongdongjin wird das 1996 havarierte nordkoreanische Spionage-U-Boot der Sang-o-Klasse ausgestellt. Der Deungmyeongnakgasa ist der Nachbau eines buddhistischen Tempels aus der Silla-Zeit.

## Kultur
Die Stadt Gangneung ist im kulturellen Bereich wohl vor allem wegen ihrer vielen Festivals bekannt. Zu nennen ist hier in erster Linie das Vollmondfest (Danoje), das jedes Jahr Anfang Juni auf dem Festplatz in Danojang am Namdaecheon-Fluss stattfindet. Es wird seit 1967 als Nr. 13 der nationalen, immateriellen, wichtigen Kulturgüter geführt und ist seit dem 25. November 2005 auch von der UNESCO in ihre Liste aufgenommen worden. Das Festival ist eine Kombination von verschiedenen Gedenkritualen und traditionellen Spielen. Besonders hervorzuheben ist dabei der traditionelle Gwanno-Maskentanz Gwanno Gamyeongeuk, der von Staatsschauspielern und ausschließlich im Rahmen dieses Festivals aufgeführt wird.
Neben alten, traditionellen Festivals wie dem Danoje gibt es auch einige jüngere Festivals. Vor allem das International Junior Art Festival (IJAF) erfreut sich mittlerweile großer Beliebtheit. Es handelt sich dabei um ein kulturelles Jugendfestival, das von Gruppen aus aller Welt besucht wird. Neben den Auftritten der einzelnen Gruppen gehört auch das Entdecken der Kultur Koreas zum Programm der Teilnehmer. Das Festival findet seit 2002 jedes Jahr Ende Juli am Gyeongpo-Strand statt. Auch das Gyeongpo Rock Festival, das seit 2006 im Anschluss an das International Junior Art Festival stattfindet, zieht viele vor allem jüngere Besucher an. Dieses Festival bietet den jungen Bands aus der Umgebung der Stadt Gangneung eine Bühne.
Die Museumslandschaft der Stadt Gangneung ist recht vielfältig. Zu nennen ist hier vor allem das Ojukheon-Museum, das seinen Namen von dem in dieser Gegend wachsenden schwarzen Bambus hat und den Geburtsort des Gelehrten Yi I Yulgok und seiner Mutter Shin Saimdang  markiert. Das Museum wird seit 1963 als Nationales Kulturgut Nr. 165 geführt. Eine der ältesten noch original erhaltenen Holzbauten Südkoreas sowie verschiedene Schreine und Wohnhäuser geben Einblick in das Leben dieser beiden berühmten Koreaner. Angeschlossen ist das Gangneung Municipal Museum, in dem Folklore und antike Stücke ausgestellt werden. Ebenso aufschlussreich ist ein Besuch des Daegwallyeong-Museum, das auf einer mit tausend Ausstellungsstücken sehr umfangreichen privaten Sammlung basiert und die Geschichte des Landes widerspiegelt.

## Sport
Im 1984 eröffneten Gangneung-Stadion sind mit dem Gangneung FC (seit 1999) und dem Gangwon FC (seit 2008) aktuell zwei Fußballfranchises beheimatet.
Im Umkreis dieses Stadions befinden sich die Sportstätten für die Olympischen Winterspiele 2018, welche den Gangneung Olympic Park bilden. In der seit 1998 bestehenden Eishalle wird Curling gespielt. Neu errichtet wurden je eine Halle für Eishockey, Eisschnelllauf sowie für Eiskunstlauf und Shorttrack zusammen. Außerhalb des Olympic Parks befindet sich die ebenfalls neuerbaute Spielstätte für das Fraueneishockey-Turnier auf dem Gelände einer katholischen Universität.
Vom 5. bis zum 12. Juni 2026 ist Gangneung Austragungsort der 22. Senioren-Weltmeisterschaften im Tischtennis (offizieller Name: „ITTF World Masters Championships 2026“).

## Partnerstädte
- Chichibu, Japan (seit 1983)
- Jiaxing, Volksrepublik China (seit 1996)
- Jingzhou, Volksrepublik China (seit 1997)
- Chattanooga, Vereinigte Staaten (seit 2003)
- Irkutsk, Russland (seit 2011)
- Öskemen, Kasachstan (seit 2011)
- Deyang, Volksrepublik China (seit 2013)
- Naic, Philippinen (seit 2013)

## Persönlichkeiten

### Söhne und Töchter der Stadt
- Kim Do-keun (* 1972), Fußballspieler
- Lim Si-hyeon (* 2003), Bogenschützin

### Berühmte Einwohner

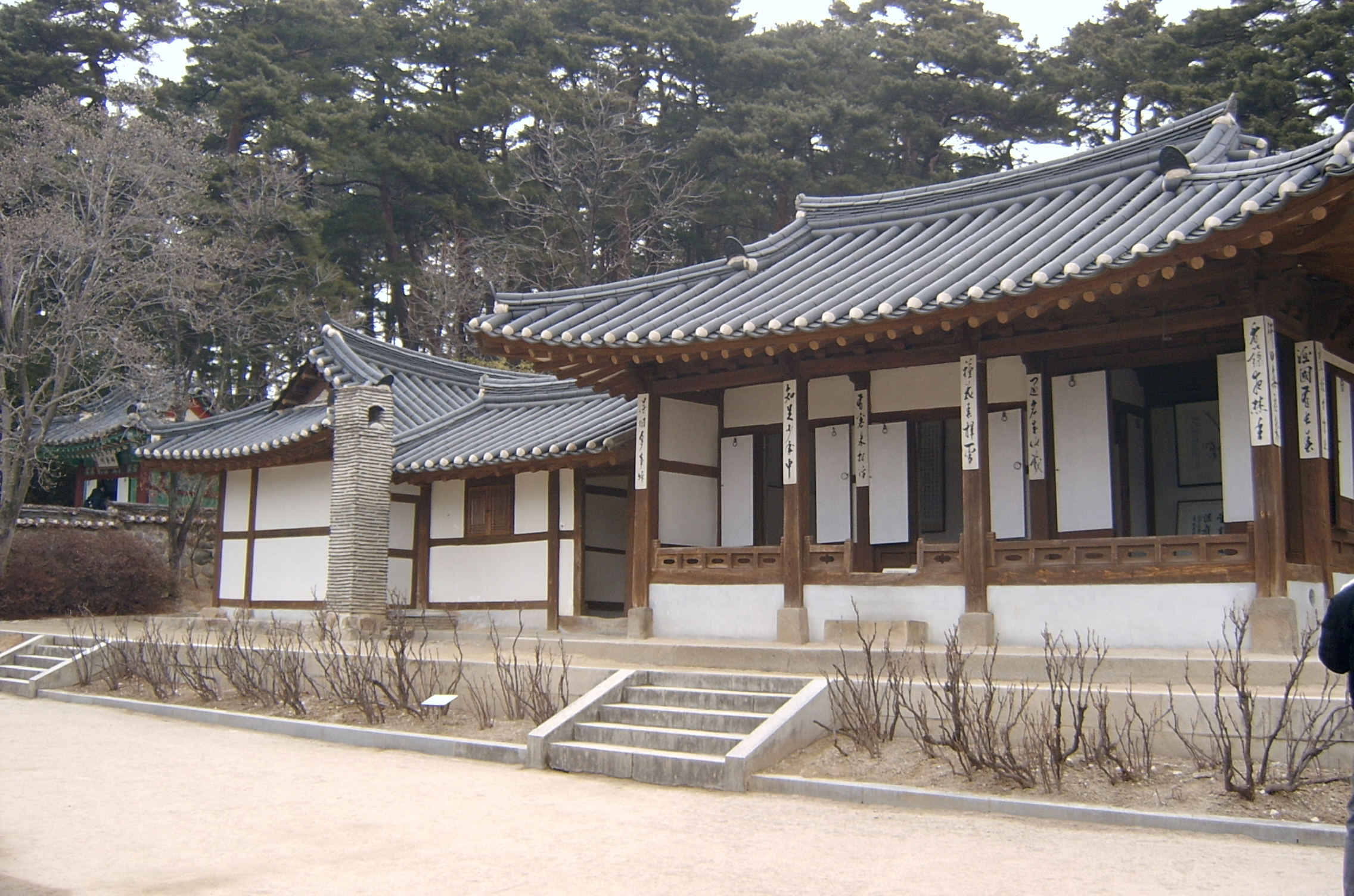
Das Geburtshaus des Schriftstellers Yi I alias Yulgok

- Shin Saimdang (1504–1551), Malerin, Dichterin und Philosophin zur Zeit der Joseon-Dynastie; Mutter von Yi I.
- Yi I (1536–1584), Philosoph und Schriftsteller zur Zeit der Joseon-Dynastie; Sohn von Shin Saimdang
- Heo Yeop (16. Jahrhundert), Politiker während der Joseon-Dynastie und konfuzianischer Gelehrter; Vater von Heo Pong, Heo Chohui und Heo Gyun.
- Heo Chohui (1563–1589), Dichterin und Schriftstellerin, Malerin und Künstlerin während der Joseon-Dynastie; Schwester von Heo Gyun und Heo Pong, Tochter von Heo Yeop
- Heo Gyun (1569–1618), Politiker, Romanautor, Schriftsteller, Philosoph und Denker zur Zeit der Joseon-Dynastie; Bruder von Heo Chohui und Heo Pong, Sohn von Heo Yeop. Er war vermutlich der Autor von Die Geschichte von Hong Gil-dong.
- Heo Pong (16. Jahrhundert), Politiker während der Joseon-Dynastie; Bruder von Heo Gyun und Heo Chohui, Sohn von Heo Yeop.
- Lee Sun-won (* 1958), Schriftsteller
- Kim Miwol (* 1977), Schriftstellerin
- Kim Hyun-ki (* 1983), Skispringer

## Klimatabelle
|                       | Jan  | Feb  | Mär  | Apr  | Mai  | Jun   | Jul   | Aug   | Sep   | Okt   | Nov  | Dez  |   |         |
| Mittl. Tagesmax. (°C) | 4,8  | 5,9  | 10,5 | 17,7 | 22,5 | 24,7  | 27,9  | 28,2  | 24,5  | 20,1  | 13,6 | 8,0  | ⌀ | 17,4    |
| Mittl. Tagesmin. (°C) | −3,3 | −2,3 | 1,6  | 7,6  | 12,7 | 16,7  | 21,0  | 21,2  | 16,3  | 10,8  | 4,9  | −0,5 | ⌀ | 8,9     |
|                       |      |      |      |      |      |       |       |       |       |       |      |      |   |         |
| Niederschlag (mm)     | 65,3 | 58,7 | 72,2 | 77,5 | 84,4 | 122,0 | 196,5 | 288,2 | 207,0 | 104,2 | 82,4 | 43,5 | Σ | 1.401,9 |
|                       |      |      |      |      |      |       |       |       |       |       |      |      |   |         |
| Sonnenstunden (h/d)   | 6,2  | 6,4  | 6,4  | 7,0  | 7,9  | 6,2   | 4,8   | 5,3   | 5,4   | 6,2   | 5,8  | 6,0  | ⌀ | 6,1     |
|                       |      |      |      |      |      |       |       |       |       |       |      |      |   |         |
| Regentage (d)         | 6,0  | 7,0  | 8,8  | 8,0  | 8,5  | 11,3  | 14,9  | 15,2  | 10,4  | 7,6   | 7,1  | 4,9  | Σ | 109,7   |
|                       |      |      |      |      |      |       |       |       |       |       |      |      |   |         |
| Luftfeuchtigkeit (%)  | 53   | 58   | 61   | 62   | 63   | 76    | 82    | 82    | 78    | 69    | 62   | 53   | ⌀ | 66,6    |

| −3,3 |

| −2,3 |

| 1,6 |

| 7,6 |

| 12,7 |

| 16,7 |

| 21,0 |

| 21,2 |

| 16,3 |

| 10,8 |

| 4,9 |

| −0,5 |

| −3,3 |

| −2,3 |

| 1,6 |

| 7,6 |

| 12,7 |

| 16,7 |

| 21,0 |

| 21,2 |

| 16,3 |

| 10,8 |

| 4,9 |

| −0,5 |